# Passy-en-Valois
Passy-en-Valois je francouzská obec v departementu Aisne v regionu Hauts-de-France. V roce 2011 zde žilo 166 obyvatel.

## Sousední obce
Dammard, La Ferté-Milon, Macogny, Marizy-Sainte-Geneviève

## Vývoj počtu obyvatel
Počet obyvatel 